# Болсохоєв Данило Степанович
Данило Степанович Болсохоєв (1912, улус Ідига Іркутської губернії, тепер Ехірит-Булагатського району, Усть-Ординський Бурятський автономний округ, Іркутська область, Російська Федерація — грудень 1958, місто Улан-Уде, тепер Бурятія, Російська Федерація) — радянський державний діяч, голова Ради міністрів Бурят-Монгольської (Бурятської) АРСР. Депутат Верховної ради СРСР 4-го скликання.

## Життєпис
Народився в родині скотаря. Навчався в середній школі. У 1926 році вступив до комсомолу.
З 1928 року — голова бюро юних піонерів Ехірит-Булагатського районого комітету комсомолу; завідувач Харлицької початкової школи Тункинського аймаку Бурят-Монгольської АРСР.
У 1931—1936 роках — студент Томського індустріального інституту імені Кірова.
У 1936—1937 роках — черговий майстер, інженер, у 1937—1940 роках — заступник директора, директор Улан-Уденського механізованого скляного заводу.
Член ВКП(б) з 1939 року.
У червні 1940 — грудні 1942 року — заступник голови Ради народних комісарів Бурят-Монгольської АРСР.
У грудні 1942 — березні 1943 року — директор Улан-Уденського механізованого скляного заводу.
У березні — листопаді 1943 року — керуючий тресту «Бурмонголліс».
У листопаді 1943 — липні 1947 року — 1-й секретар Кяхтинського районного комітету ВКП(б) Бурят-Монгольської АРСР.
У липні 1947 — грудні 1948 року — старший інженер-контролер, начальник відділу перевірок/заступник уповноваженого Держплану СРСР по Бурят-Монгольській АРСР.
У грудні 1948 — січні 1954 року — директор Улан-Уденського механізованого скляного заводу Бурят-Монгольської АРСР.
4 січня 1954 — 17 січня 1958 року — голова Ради міністрів Бурят-Монгольської (Бурятської) АРСР.
З березня по грудень 1958 року — директор Тимлюйського цементного заводу Бурятської АРСР.
Помер у грудні 1958 року в місті Улан-Уде. Похований на міському цвинтарі.

## Нагороди і звання
- орден Трудового Червоного Прапора
- медаль «За доблесну працю у Великій Вітчизняній війні 1941—1945 рр.» (1945)
- медалі